# Mangosta nana africana
La mangosta nana africana (Helogale parvula), de vegades anomenada simplement mangosta nana, és un petit carnívor africà que pertany a la família de les mangostes (Herpestidae).

## Característiques físiques
La mangosta nana africana és una mangosta típica, amb un cap gran i puntegut, unes orelles petites, una cua llarga, i unes potes curtes, amb urpes llargues. Les espècies de mangosta es poden distingir entre si per la seva mida. La mangosta nana africana és molt més petita que la majoria de les altres espècies de mangosta. El seu cos fa entre 18 i 28 centímetres i té un pes que varia entre 210 i 350 grams. De fet, és el carnívor més petit d'Àfrica. El seu suau pelatge té una coloració molt variada, que va de l'ataronjat al marró molt fosc.

## Distribució i hàbitat
La mangosta nana africana es troba principalment a les praderies seques, els boscos oberts i zones d'arbustos, de fins a 2.000 metres d'altitud. És especialment comuna en zones amb molts termiters, el seu lloc preferit per dormir. Evita boscos densos i deserts. La mangosta nana africana també es troba als voltants dels assentaments humans; pot arribar a ser bastant dòcil.
La distribució de l'espècie va de l'Àfrica oriental al sud d'Àfrica central, d'Eritrea i Etiòpia a la província de Transvaal i Sud-àfrica.

## Comportament
La mangosta nana africana és un animal diürn. És una espècie social que viu en grups familiars que van de dos a trenta membres. Dins del grup hi ha una jerarquia estricta, encapçalada per una parella dominant. La femella dominant és generalment la líder del grup. Tots els membres del grups cooperen a ajudar a criar els cadells i a defensar el grup dels depredadors.
Les mangostes nanes són territorials. Els grups familiars s'estenen per una àrea d'aproximadament 30 i 60 hectàrees (depenent del tipus d'hàbitat). Dormen de nit en termiters en desús, encara que ocasionalment fan servir pedres apilades, forats d'arbres, etc. Els territoris sovint s'encavalquen lleugerament, cosa que pot conduir a confrontacions entre diferents grups.
Una relació de mutualisme s'ha desenvolupat entre la mangosta nana i el calau, en què els calaus cerquen les mangostes per obtenir aliment conjuntament i advertir l'altre de la proximitat de rapinyaires o altres depredadors.

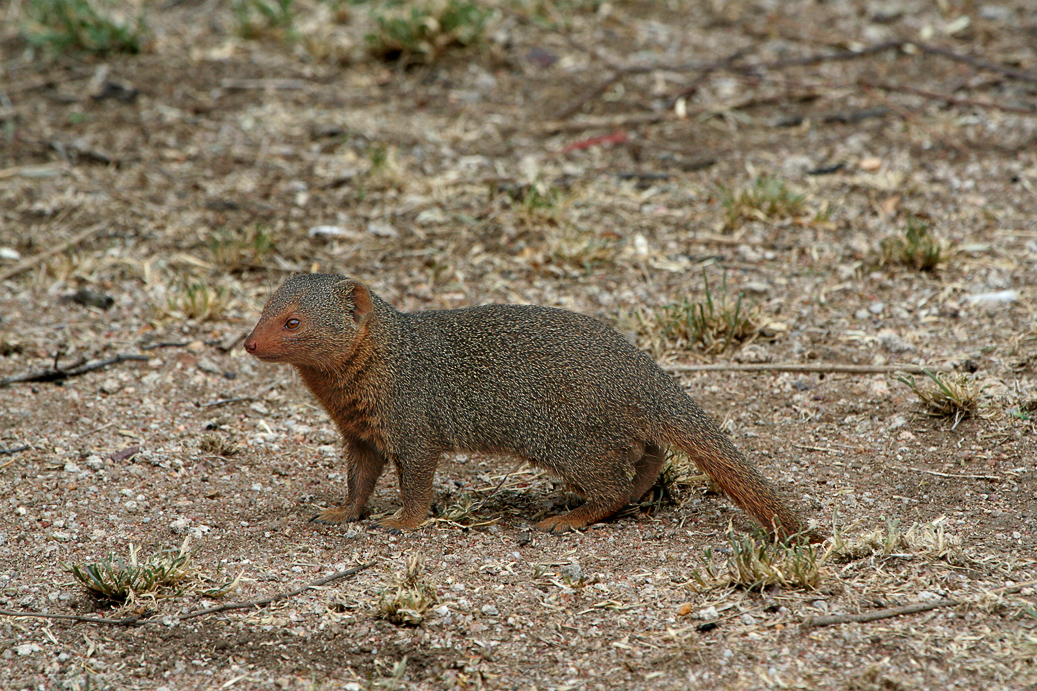
Mangosta nana africana

## Reproducció
Generalment, només queden prenyades les femelles dominants dels grups, i són responsables del 80% dels cadells criats pel grup. Si les condicions són bones, algunes femelles subordinades poden quedar prenyades, però les seves cries rarament sobreviuen.
Els naixements es produeixen principalment durant l'estació plujosa, que va de novembre a maig. La femella dominant sovint té tres ventrades l'any. Després d'un període de gestació que dura entre 49 i 56 dies, neixen entre 4 i 6 cries de mangosta. Les cries romanen sota terra (dins el termiter) durant les primeres 2 o 3 setmanes. Normalment un o més membres del grup es queden cuidant les cries mentre el grup surt a cercar aliment. A les quatre setmanes les cries comencen a acompanyar el grup. La plena maduresa sexual arriba prop dels tres anys.

## Dieta
La dieta de la mangosta nana africana està formada per insectes (principalment larves de coleòpters, tèrmits, celífers i gríl·lids), aranyes, escorpins, petits lacertilis, serps, petits ocells, i rosegadors, i de forma suplementària, molt ocasionalment, de baies.

## Subespècies
- Helogale parvula parvula
- Helogale parvula ivori
- Helogale parvula mimetra
- Helogale parvula nero
- Helogale parvula ruficeps
- Helogale parvula undulatus
- Helogale parvula varia